# Марія (селище)
Марія (у 1946-2016 роках — Леніна) — селище в Україні, у Лутугинській міській громаді Луганського району Луганської області. З 2014 року є окупованим.

## Географія
Сусідні населені пункти: селища Успенка на півдні, Ясна, Новопавлівка на південному заході, Врубівський на заході, Білоріченський, Кам'яний Пласт, Біле, Збірне на північному заході, села Гайове на півночі, Розкішне і місто Луганськ на північному сході, селища Титаренкове та Георгіївка на сході, місто Лутугине на південному сході.

## Історія
12 червня 2020 року, відповідно до Розпорядження Кабінету Міністрів України № 717-р «Про визначення адміністративних центрів та затвердження територій територіальних громад Луганської області», увійшло до складу Лутугинської міської територіальної громади.
19 липня 2020 року, в результаті адміністративно-територіальної реформи та ліквідації  Лутугинського району, увійшло до складу новоутвореного Луганського району.